# تشارلز هاكيت
تشارلز هاكيت (بالإنجليزية: Charles Hackett)‏ هو مغني أوبرا أمريكي، ولد في 4 نوفمبر 1889 في ورسستر في الولايات المتحدة، وتوفي في 1942.

## وصلات خارجية
- تشارلز هاكيت على موقع ميوزك برينز (الإنجليزية)
- تشارلز هاكيت على موقع أول ميوزيك (الإنجليزية)
- تشارلز هاكيت على موقع ديسكوغز (الإنجليزية)